# بنیاد آماری سند. ورزش. فوتبال

نماد بنیاد آماری سند.ورزش.فوتبال

بنیاد آماری سند.ورزش.فوتبال (به انگلیسی: Rec.Sport.Soccer Statistics Foundation) یا به‌طور مخفف آراس‌اس‌اس‌اف (به انگلیسی: RSSSF)، یک سازمان آماتور بین‌المللی است که به جمع‌آوری آمار درباره فوتبال می‌پردازد.
این بنیاد در پی ایجاد یک بایگانی کامل و جامع از اطلاعات مربوط به فوتبال در سراسر جهان است.
بنا بر گفته بنیانگذاران، این بنیاد در ژانویه ۱۹۹۴ به دست ۳ نفر از مقامات یوزنت سند.ورزش.فوتبال با نام‌های لارس آرهوس، کنت هدلوند و کارل استوکرمنز بنیان‌گذاری شده‌است.